# Осада Ярославля
Осада Ярославля — эпизод Смутного времени, оборона Ярославля от войск Лжедмитрия II в 1609 году.

## Предыстория
В октябре 1608 года Ярославль, как и ряд соседних городов, признал власть самозванца. Одной из возможных причин были слабые деревянные укрепления, которыми обладал город на тот момент. В Ярославле разместился польский отряд полковника Самуила Тышкевича. Когда в начале апреля 1609 года к Ярославлю подошёл русский отряд с воеводами Силой Гагариным и Никитой Вышеславцевым, Тышкевич вышел ему навстречу, но был разгромлен у села Григорьевского и бежал. Воеводы освободили Ярославль и возглавили его гарнизон. Понимая, что интервенты не станут мириться с потерей крупного города, воеводы тотчас принялись укреплять его — возвели новый острог по земляному валу, окружавшему торговый посад, а другим острогом огородили остальные посады и примыкавшие к городу слободы.
Таким образом укрепления Ярославля состояли из детинца (Рубленого города), меньшего острога (Земляного города), большего острога, а также примыкавшего к Земляному городу Спасского монастыря, имевшего каменные стены и башни. В гарнизон входили местные дворяне и посадские жители, а также ратники из Вологды, Пошехонья, Костромы, Галича, Ростова и Романова.
Лжедмитрий II и Ян Сапега, осаждавший Троице-Сергиев монастырь, как и ожидалось, решили вернуть Ярославль и направили против него полки Яна Микулинского, Юзефа Будзило, Адама Ружинского и изменника ростовского воеводы Ивана Наумова.

## Осада
30 апреля (10 мая) 1609 года «пришли подъ Ярославль многіе русскіе воры и литовскіе воеводы ис табаръ, со многими литовскими людми, желныри и гусары, и черкасы запорожскими, и дѣти боярскіѳ, и казаки многіѳ украиныхъ городовъ, и мурзы романовскіе со всѣми татары» и начали его осаду. Защитники города предприняли вылазку и бились с ними весь день. Будзило сжёг Спасскую слободу и подступил к большему острогу. В ночь на 1 мая интервентам удалось взять больший острог, были убиты многие защитники и жители города, сожжены все посады и слободы. По некоторым данным, им помог местный предатель, некий Гришка Каловской, открывший ворота и впустивший поджигателей в острог. Оставшиеся защитники отступили в Земляной и Рубленый города.
Тушинцы стали предпринимать отчаянные попытки взять Земляной город, делали сильные приступы по 2-3 раза в день. 3 и 4 мая приступы длились целыми днями и ночами. В ночь на 5 мая, когда интервенты шли на приступ «с огненными приметами и со смоляными бочками, чтобы зажечь средний острог, ярославцы дружно сами сделали вылазку, побили наступающих, отняли у них зажигательные снаряды и знамёна и набрали пленных». По словам Юзефа Будзило, оставившего записи о событиях под Ярославлем, детинец был хорошо укреплён и удобен для защиты, будучи с двух сторон окружённым реками. На следующий день интервенты отступили, однако 8 (19) мая вновь вернулись, усиленные лисовчиками. Снова начались приступы по 2-3 раза в день. Ярославцы защищались отчаянно, хотя у них стали заканчиваться запасы пороха. Тем не менее, все попытки взять город успехом не увенчались. Интервенты пытались овладеть городом и с помощью переговоров. В качестве парламентёра выступил торговец обрусевший немец Иоганн Шмит. Однако озлобленные ярославцы, впустив его, сварили его в котле мёда и выбросили на съедение собакам.
27 мая (6 июня) отряды Лжедмитрия II ввиду приближения крупных сил Михаила Скопина-Шуйского сняли осаду и ушли к Ростову и Костроме.

## Память
В память избавления от неприятеля в городе был воздвигнут храм Казанской Богоматери, а в 1610 году был основан Казанский женский монастырь.